# Santiago Del Estero Aero.
Santiago Del Estero Aero. är en flygplats i Argentina. Den ligger i den norra delen av landet, 1 000 km nordväst om huvudstaden Buenos Aires. Santiago Del Estero Aero. ligger 199 meter över havet.
Terrängen runt Santiago Del Estero Aero. är platt, och sluttar österut. Runt Santiago Del Estero Aero. är det ganska tätbefolkat, med 120 invånare per kvadratkilometer.. Närmaste större samhälle är Santiago del Estero, 5,8 km sydost om Santiago Del Estero Aero..
Runt Santiago Del Estero Aero. är det i huvudsak tätbebyggt.